# ドレ・グリーンロー
- ドレ・グリーンロウ

キアンドレ・ジェイクアン・グリーンロー（Ke'Aundre J'Quan Greenlaw, 1997年5月25日 - ）は、アメリカ合衆国アーカンソー州コンウェイ出身のプロアメリカンフットボール選手。NFLのデンバー・ブロンコスに所属している。ポジションはラインバッカー。

## 経歴

### サンフランシスコ・49ers
| 5 ft 11+1⁄2 in (182 cm)     | 237 lb (108 kg) | 32+1⁄4 in (82 cm) | 9+7⁄8 in (25 cm) | 33.0 in (84 cm) | 9 ft 9 in (2.97 m) | 24 回 |
| All values from NFL Combine |                 |                   |                  |                 |                    |       |

2019年のNFLドラフトにて全体148位でサンフランシスコ・49ersから指名され、その後ルーキー契約を結んだ。

#### 2019年シーズン
第9週のアリゾナ・カージナルス戦でカイラー・マレーからキャリア初となるサックを記録し、翌週のシアトル・シーホークス戦ではラッセル・ウィルソンからキャリア初となるインターセプトを記録した。
このシーズンは92タックル、1サック、1つのインターセプトを記録した。チームは第54回スーパーボウルに進出し、カンザスシティ・チーフスとの対戦では4タックルを記録したが、試合には敗れた。

#### 2020年シーズン
第7週のニューイングランド・ペイトリオッツ戦でキャム・ニュートンからサックを記録した。
このシーズンは86タックル、1サックを記録した。

#### 2021年シーズン
開幕戦となったデトロイト・ライオンズ戦でジャレッド・ゴフからインターセプトを記録し、そのままキャリア初となるタッチダウンを成功させた。その後鼠径部の手術を受けて長期離脱し、最終盤に復帰。ロサンゼルス・ラムズとのレギュラーシーズン最終戦ではチームハイとなる12タックルを記録した。
プレーオフではワイルドカード・ラウンドのダラス・カウボーイズ戦で5タックル、ディビジョナル・ラウンドのグリーンベイ・パッカーズ戦では6タックルを記録した。NFCチャンピオンシップのラムズ戦では3タックルを記録したが、試合には敗れた。

#### 2022年シーズン
シーズン途中の2022年9月19日に49ersと2年間の契約延長に合意した。第4週のラムズ戦では15タックル、翌週のカロライナ・パンサーズ戦では11タックルを記録し、勝利に貢献した。第10週のロサンゼルス・チャージャーズ戦では相手のジャスティン・ハーバートに頭突きをして退場となり、1万ドルの罰金処分を受けた。第13週のマイアミ・ドルフィンズ戦ではニック・ボーサがファンブルを誘発してこぼれたボールをリカバーし、タッチダウンを記録した。このシーズンは自己最高の127タックルを記録した。
プレーオフでは2年連続でNFCチャンピオンシップに進出したが、フィラデルフィア・イーグルスに敗れた。

#### 2023年シーズン
15試合に出場して120タックル、4パスディフレクションを記録した。パッカーズとのディビジョナルゲームでは試合終了間際を含む2回のインターセプトで24-21の勝利に貢献した。第58回スーパーボウル中、フィールドに戻ろうとした際に、他の選手とは接触しない形でアキレス腱を断裂した。

#### 2024年シーズン
前年の怪我から、第15週のラムズ戦で復帰した。

### デンバー・ブロンコス
2025年3月13日、デンバー・ブロンコスと、初年度の1,150万ドルのみが保証された、3年3,150万ドルの契約に合意した。